# Élie Marion
Pour les articles homonymes, voir Marion.
Élie Marion (1678-1713) est un chef et prophète camisard. C'est l'un des rares ayant fait des études supérieures. Exilé à Londres, il est le fondateur du groupe des « Enfants de Dieu » ou « French Prophets » et tente de transmettre la flamme prophétique dans toute l'Europe.

## Biographie
Élie Marion est né en 1678 à Barre-des-Cévennes (Lozère) dans une famille de notables. Il a donc 7 ans au moment de la révocation de l'Édit de Nantes. Il doit obligatoirement fréquenter l'école tenue par le curé mais, comme il le raconte dans ses mémoires, le soir, à la maison, ses parents défont l'enseignement catholique.
Il fait ensuite des études de droit à Nîmes puis à Toulouse. À plusieurs reprises, il songe à gagner le Refuge. Mais, sa "rencontre avec le prophétisme" en 1702 va changer le cours de son existence.
Le 1er janvier 1703, Élie Marion fait une expérience mystique et prophétique. C'est alors qu'il s'engage dans la troupe du chef camisard Antoine Atger dit la Valette. En 1704, il devient un des chefs camisards et est chargé du secrétariat de la troupe. Son activité prophétique est modeste.
Après la reddition de Jean Cavalier, en 1704, Élie Marion continue la lutte avec une poignée de camisards. À la suite de leur échec, il négocie leur reddition avec les autorités militaires et s'exile d'abord en Suisse en 1705, puis à Londres en 1706 avec quelques compagnons.
C'est à Lausanne puis à Londres que le discours des prophètes camisards devient millénariste : il annonce la venue du Christ pour un règne de 1 000 ans. Il s'éloigne donc du discours des protestants réformés et rejoint ainsi le discours des groupes dissidents des puritains anglais qui subsistaient à l'époque malgré leur dure répression sous Cromwell. Avec quelques compagnons camisards, Élie Marion se met à prophétiser et attire à Londres une foule de curieux. Il devient le chef de file du mouvement des « enfants de Dieu » qu'on appelle aussi les « French prophets ».
Des Français recueillent par écrit les « inspirations » des prophètes, dont un écrivain Maximilien Mission qui publie en 1707 ces témoignages sous le nom de Théâtre sacré des Cévennes, aussitôt traduit en anglais. En même temps, Marion publie ses avertissements prophétiques. Ces livres rencontrent un grand succès et le mouvement attire de nombreuses personnalités anglaises et écossaises.
En revanche, l'Église française de Londres condamne les prophètes et les écarte de la Cène. La polémique qui s'ensuit défraye la chronique londonienne en 1707 et 1708. Une guerre de pamphlets et de libelles est déclenchée : plus de 150 ouvrages sont publiés. Des émeutes éclatent contre les prophètes. Les avertissements prophétiques de Marion sont condamnés par un juge comme séditieux. L'affaire est relayée par la presse européenne dont les Nouvelles de la république des lettres éditées aux Pays-Bas par Pierre Bayle.
Cette médiatisation attire de nombreux adeptes et les dons prophétiques se multiplient, accompagnés d'une certaine effervescence. On annonce même une résurrection qui n'a pas lieu et qui provoque l'éclatement du groupe. Marion essaye de le ressouder en le dotant d'une organisation et d'une hiérarchie.
Les « French prophets » entreprennent des missions à l'extérieur de Londres. Les adeptes anglais vont sillonner l'Angleterre, l'Irlande et l'Écosse. Marion et quelques compagnons vont porter le « message de l'Esprit » à travers l'Europe.
Lors d'un premier voyage en Allemagne en 1711 l'accueil est favorable chez les piétistes allemands à Halle, Leipzig et Erlangen. Par contre, les clergés luthériens et calvinistes manifestent leur hostilité. Les prophètes sont expulsés ou menacés de poursuite. Lors d'un deuxième voyage (1712-1713), Marion et ses compagnons se rendent à Stockholm. C'est un échec. En traversant la Pologne, ils sont emprisonnés pendant 8 mois. En prison, Marion contracte une fièvre. Libéré mais toujours malade, Marion continue la route : Halle, La Moravie puis Constantinople. Les prophètes adressent des messages au sultan et au roi de Suède Charles XII détenu à Constantinople, sans succès. Ils embarquent alors vers l'Italie pour rejoindre Rome. Mais Marion meurt en cours de route le 28 novembre 1713 à l'âge de 35 ans, très vraisemblablement à Livourne.